# Vysokorychlostní vlak

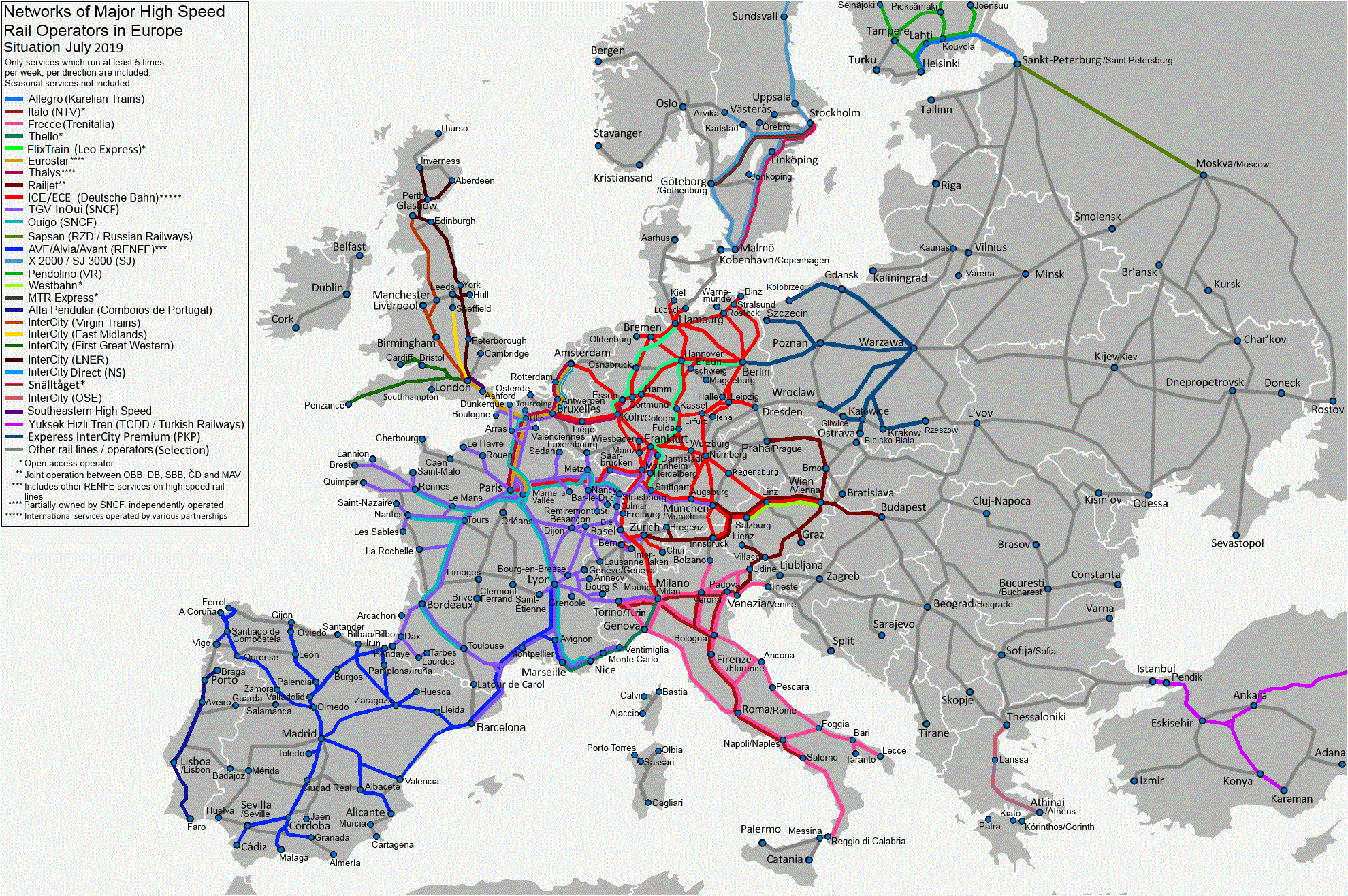
Hlavní vysokorychlostní trati v Evropě (stav 2019)

Vysokorychlostní vlak je vlak, jehož konstrukce mu umožňuje dosahovat rychlosti alespoň 200 km/h, je prioritně určen pro provoz na vysokorychlostní trati. Zpravidla se může pohybovat po konvenčních tratích, výjimku tvoří nekonvenční systémy (Maglev, opuštěný Aérotrain), nebo rozdílný rozchod (Japonsko, částečně Španělsko).

## Transevropská vysokorychlostní železnice
Směrnice evropského parlamentu a rady 2008/57/ES o interoperabilitě železničního systému ve Společenství pracuje s definicí:

Transevropský vysokorychlostní železniční systém zahrnuje vozidla určená pro provoz:
- buď rychlostí alespoň 250 km/h na zvláště vybudovaných vysokorychlostních tratích a za vhodných okolností umožňující provoz rychlostí vyšší než 300 km/h,
- nebo rychlostí přibližně 200 km/h na tratích modernizovaných, pokud je to slučitelné s úrovněmi výkonnosti na těchto tratích.
- dále vozidla zkonstruovaná pro provoz s maximální rychlostí nižší než 200 km/h, jež budou pravděpodobně provozována na celé transevropské vysokorychlostní síti nebo její části tam, kde jsou slučitelné s výkonnostními úrovněmi této sítě.[1]

## Vysokorychlostní vlaky v Evropě
Francie – V sedmdesátých letech byl testován prototyp TGV 001, poháněný plynovou turbínou. Na něj přímo navázaly elektrické soupravy TGV (Train à Grande Vitesse). Ty jsou dnes stěžejní částí vozového parku SNCF a držitelem světového rychlostního rekordu kolejového adhezního vozidla (574,8 km/h). Některé řady jsou vyráběny speciálně pro nadnárodní společnosti (Eurostar, Thalys). Na TGV navázaly vlaky AGV, TGV Duplex a Euroduplex. Jezdí sem už i vlaky ICE z Německa, v nejbližších letech také ETR 500 z Itálie a AVE ze Španělska. V letech 1981–2003 přepravily vlaky TGV miliardu cestujících.
Německo – Vysokorychlostní dopravu zajišťují jednotky ICE (Intercity-Express), od roku 2000 ve verzi ICE 3 firmy Siemens. Experimentovalo se s naklápěcími a dieselovými jednotkami. Ty se však neosvědčily. Ze sousedních zemí mohou do Německa jezdit rovněž vlaky Cisalpino a Thalys. Jezdí sem už i vlaky TGV z Francie. V Emslandu byl vyvíjen nekonvenční Transrapid na magnetické bázi, v Německu však ekonomicky neuspěl.
Polsko – Polská státní společnost PKP Intercity provozuje rychlovlaky ED250, které v běžném provozu dosahují rychlosti 200 km/h. Od roku 2023 je na některých tratích plánováno zvýšení rychlosti na 250 km/h. V současnosti[kdy?] po celém Polsku probíhají modernizační práce, které po dokončení dovolí provozovat rychlost 200 km/h mezi téměř všemi městy nad 500 tis. obyvatel.
Itálie – Italská společnost Trenitalia provozuje převážně naklápěcí soupravy s označením Eurostar Italia (na hlavních tratích ETR 500). Rovněž jsou odsud vypravovány vlaky Cisalpino. Do Milána jezdí TGV z Francie. Společnost Nuovo Transporto Viaggatori začala v dubnu 2012 s provozem 25 jednotek AGV pod názvem Italo.
Španělsko – Viz AVE, Euromed, Alaris, Talgo. Nově však Španělé nakoupili jednotky ICE 3, označované jako Velaro E. Překážku pro jízdu většiny vysokorychlostních vlaků na běžných tratích představuje široký rozchod (1 668 mm) těchto tratí. Měnitelný rozchod mají jenom (téměř všechny) soupravy Talgo.
Spojené království – Vedle vlaků Eurostar, které svou jízdu z Francie a Belgie končí v Londýně, je možné vidět naklápěcí soupravy společnosti Virgin Trains Class 390 nebo InterCity 225 provozované společností GNER.
Rusko – V listopadu 2009 byl zahájen provoz na vysokorychlostní trati Moskva – Petrohrad o délce 550 kilometrů vlaky Sapsan (Siemens) rychlostí až 250 km/h. Tato trať bude přebudována na rychlost 400 km/h (předpokládané dokončení 2028). Na druhé vysokorychlostní trati Moskva – Nižnij Novgorod jezdí rychlovlaky Talgo 250 „Striž“ s maximální rychlostní 300 km/h.

## Vysokorychlostní vlaky v Asii a Severní Americe
Japonsko – Uvedení do provozu rychlovlaku Šinkansen v roce 1964 byl reakcí na špatný stav tehdejších japonských železnic. Standardní vlaky v Japonsku jsou úzkorozchodné s rozchodem 1 067 mm. Systém rychlovlaků se začal budovat na standardním rozchodu 1435 mm. První zprovozněnou tratí byla trať Tokio – Ósaka se vzdáleností 515 km a rychlostí až 210 km/h. Velký úspěch k prodlužování tratě na jih do Fukuoky a na sever. Postupně přibyla trať do Nagana a dalších měst. Japonsko je k roku 2025 jednou ze tří zemí světa (vedle Číny a Jižní Koreji), kde jsou komerčně provozovány vlaky Maglev.
Čína – V roce 2002 byla v Šanghaji poprvé zahájena doprava Maglevu, viz Maglev v Šanghaji. Dále byla 26. prosince 2009 v Číně otevřena 968 km dlouhá vysokorychlostní trať Wu-chan – Kanton s maximální rychlostí 350 km/h. Jedná se tak o nejrychlejší železniční spojení v komerčním provozu na světě, neboť cestovní rychlost vlaku je 313 km/h (nejbližším konkurentem je Francie s nejvyšší cestovní rychlostí 272 km/h v úseku Lorraine – Champagne). Jezdí zde jednotky CRH3 (odvozené od Siemens Velaro) a CHR2 (odvozené od Kawasaki Šinkansen série E2-1000). Čína má také nejrozsáhlejší vysokorychlostní síť na světě, která rychle roste a podobně roste počet a parametry jednotek jednotlivých řad CRH (1, 2, 3, 5, 6, 380). Řady 380 mají homologaci na 380 km/h. Jedna z nich je držitelem světového rekordu neupravených jednotek (viz níže).
Jižní Korea – Pro vysokorychlostní tratě na Korejském poloostrově vyrábí francouzský Alstom (výrobce TGV) jednotky KTX, jež vynikají svou délkou a dosahují cestovních rychlostí okolo 300 km/h.
Uzbekistán – První částečně vysokorychlostní trať ve střední Asii spojuje uzbecká města Taškent a Samarkand.

### Severní Amerika
USA – Především plány. V současné době[kdy?] dosáhne Acela Express jedoucí po trati Severovýchodního koridoru (z Bostonu přes New York, Philadelphii a Baltimore do Washingtonu D. C.) na dvou krátkých úsecích 240 km/h, průměrná rychlost je však pouze 109 km/h.
Kanada – Existují pouze plány, výrobcem bude pravděpodobně Bombardier.

## Rychlostní rekordy
V tomto přehledu jsou uváděny i vlaky s magnetickým pohonem, nejsou zde ale jiná kolejnicová nebo magnetická zařízení (katapulty).
(Pro srovnání: 1938 – Spojené království – parní lokomotiva LNER A4 Mallard – 203 km/h)
- 1903 – Německo – experimentální elektrický vůz Siemens/AEG – 206,7 km/h[12]
- 1955, 29. března – Francie – lokomotiva BB 9004 – 331 km/h (po 8 minutách jízdy se 3 vagony, výkon 3000 kW)[13]
- 1963 – Japonsko – Šinkansen – 256 km/h
- 1967 – Francie – TGV – 318 km/h (typ s plynovou turbínou)
- 1968 – Německo – 200 km/h
- 1972 – Japonsko – Šinkansen – 286 km/h
- 1974 – Německo – EET-01 – 230 km/h
- 1974 – Francie – Aérotrain – 430,2 km/h
- 1975 – Německo – Comet – 401,3 km/h
- 1978 – Japonsko – HSST01 – 307,8 km/h
- 1978 – Japonsko – HSST02 – 110 km/h
- 1978 – Itálie – Pendolino – 250 km/h
- 1979 – Japonsko – Šinkansen – 319 km/h
- 1979 – Japonsko – JR-Maglev ML500 – 517 km/h
- 1981 – Francie – TGV PSE – 380 km/h
- 1985 – Německo – ICE – 300 km/h
- 1987 – Japonsko – JR-Maglev MLU001 – 400,8 km/h
- 1988 – Německo – ICE – 406 km/h
- 1988 – Německo – Transrapid 06 – 412,6 km/h
- 1989 – Německo – Transrapid 07 – 436 km/h
- 1990 – Francie – TGV Atlantique – 515,3 km/h[14]
- 1992 – Japonsko – Šinkansen – 350 km/h
- 1993 – Japonsko – Šinkansen – 425 km/h
- 1993 – Německo – Transrapid 07 – 450 km/h
- 1994 – Japonsko – JR-Maglev MLU002N – 431 km/h
- 1996 – Japonsko – Šinkansen – 446 km/h
- 1997 – Japonsko – JR-Maglev MLX01 – 550 km/h
- 1999 – Japonsko – JR-Maglev MLX01 – 552 km/h
- 2003 – Německo – Transrapid 08 – 501 km/h
- 2003 – Japonsko – JR-Maglev MLX01 – 581 km/h
- 2004 – Korejská republika – HSR-350x – 352.4 km/h
- 2006, 2. září – Německo – ÖBB 1216 050 Taurus 3 – 357 km/h
- 2007, 3. dubna – Francie – TGV Duplex – 574,8 km/h (momentální držitel světového rekordu modifikovaných jednotek kolo-kolejnice)[11]
- 2008 – Čína – CRH3C (Siemens Velaro) – 394,2 km/h[15]
- 2010 – Čína – CRH380A (Siemens Velaro) – 416,6 km/h
- 2010, 3. prosince – Čína – CRH380AL (Siemens Velaro) – 486,1 km/h (nemodifikovaná komerční jednotka)[10][11][16]
- 2011, 9. ledna – Čína – CRH380BL (Siemens Velaro) – 487,3 km/h (momentální držitel světového rekordu nemodifikovaných komerčních jednotek kolo-kolejnice)[17][18]
- 2015, 21. dubna – Japonsko – JR-Maglev – 603 km/h
- 2025 – Čína – Maglev – 650 km/h[19]